# Vital Moreels
Vital Moreels (Tiegem, 28 februari 1828 - aldaar, 19 november 1908) was een Belgisch ondernemer, mecenas en politicus. Hij lag tevens aan de grondslag en uitbouw van het Sint-Arnolduspark op de Tiegemberg.
Moreels werd geboren in het landbouwers- en herbergiersgezin van Ludovicus Moreels en Sophia Decock. Als invoerder en verkoper van guano-mestoffen wist Vital fortuin en aanzien in de streek te verwerven. Wat zich uitte in het bezit van verschillende herenhuizen en villa's in Tiegem. Hij was onder meer eigenaar van het Klein Kasteel dat heden wordt uitgebaat als een restaurant, alsook van het Groot Kasteel nabij het Sint-Arnolduspark.
In 1870 werd Vital Moreels gemeenteraadslid van de toenmalige zelfstandige gemeente Tiegem. In 1888 werd hij er schepen, vervolgens van 1900 tot zijn overlijden waarnemend burgemeester.

## Sint-Arnolduspark
Het was Moreels die in 1891 - als gevolmachtigde van de eigenaar de familie de Ghellinck d’Elseghem -  het Sint-Arnolduspark liet omvormen tot een bedevaarts- en ontspanningsoord met vijvers, rotsen en wandelpaden. De Sint-Arnolduskapel die in 1866 werd ingewijd was trouwens een mede-initiatief van Vital Moreels. Daarnaast gaf hij aan Stijn Streuvels de opdracht om Tieghem, het Vlaamsche Lustoord  (1908) te schrijven. Een uitgave die Tiegem bekendheid bezorgde, alsook aan het bedevaartsoord in het Sint-Arnolduspark.
Op de Meuleberg liet hij zelf in 1908 een villa bouwen, die tot 1914 werd bewoond door de landschapsschilder Valerius De Saedeleer. Ook in die omgeving liet hij een nog bestaande uitkijktoren optrekken, die gezien de ligging uitzicht gaf op tientallen dorpen. Maar nadien ook gebruikt werd door de Duitsers tijdens de Eerste Wereldoorlog.
Samen met zijn achterneef en naamgenoot Gustaaf Moreels heeft hij gestalte gegeven aan Tiegem door de bouw van kastelen, villa's en huizen in het dorp en de verbouwing van de Sint-Arnolduskerk.